# Magallanes
Región de Magallanes y de la Antártica Chilena, zwany też Regionem XII – położony najbardziej na południe region Chile, największy, lecz bardzo rzadko zaludniony. W 2017 roku mieszkało w nim 166 533 osób, w tym 125 932 w stolicy regionu, Punta Arenas. 
W tym regionie znajdują się takie znane miejsca jak jezioro O’Higgins/San Martín, szczyt Torres del Paine, przylądek Horn, Ziemia Ognista czy Cieśnina Magellana. Według władz Chile w jego skład wchodzi także Chilijskie Terytorium Antarktyczne.
Znaleźć tu można wiele rzadkich gatunków roślin i zwierząt. Fauna patagońska reprezentowana jest przez pingwiny, nandu, gwanako andyjskie i kondory.
Gospodarka regionu opiera się na hodowli bydła, wydobyciu ropy naftowej i turystyce.
Prowincje regionu:
- Antarktyka Chilijska
- Magallanes
- Ziemia Ognista
- Última Esperanza